# Elena Gilbert
Elena Gilbert a Vámpírnaplók című amerikai fantasy tévéfilmsorozat egyik kitalált főszereplője. Nina Dobrev színésznő alakítja.

## Szerepe
Elena Gilbert a sorozat elején egy tizenhét éves gimnazista lány, aki elvesztette a szüleit egy autóbalesetben a Wickery hídnál. Öccsével; Jeremy-vel és nagynénjével; Jenna Sommerssal él együtt. Népszerű lány az iskolában és barátai körében, de a baleset után úgy érzi, hogy el akar rejtőzni a világ elől. Az új tanév hamarosan elkezdődik, és az iskolában megjelenik egy új diák: Stefan Salvatore.
Elena a naplójának önti ki a szívét, mígnem megismeri Stefan Salvatorét, akivel megismerkednek, majd hamarosan járni kezdenek. Ezután Elena élete teljesen megváltozik. A lány rájön, hogy a vámpírok léteznek, Stefan pedig egy közülük. Hamarosan megtudja, hogy a találkozás nem teljesen véletlen Stefannal és a fiú bátyjával; Damonnel. Elena a Salvatore testvérek volt barátnőjének; Katherine Pierce-nek a hasonmása.
Elena megtudja, hogy örökbe fogadták és hogy nem véletlen a hasonlóság közte és Katherine között. Ezután keresni kezdi a biológiai anyját; Isobelt, akiről kiderül, hogy Alaric Saltzman ( a középiskola új történelemtanára) felesége. Isobelről eddig mindenki azt hitte, hogy elhunyt, de kiderült, hogy él, csak vámpírrá változtatta Damon Salvatore.
Elena egy erős akaratú és empatikus fiatal lány, aki biztos lábakon áll a földön. Szerelme Stefan Salvatore, de az első évad végére már érezhető a Damonhöz való kötődése.
A második évadban sok minden megváltozik. Visszatér Katherine Pierce, a hasonmás (doppelgänger) aki vámpírrá változtatta Damont és Stefant. Visszajövetelének oka elmondása szerint nem más, mint Stefan. Katherine még mindig szereti a fiút, ám ő ezt már nem viszonozza; ő Elena-t szereti, így a vámpírlány mindent megpróbál, hogy véget vessen Elena és Stefan kapcsolatának. A második évad végén megjelenik Klaus Mikaelson, aki egy hibrid (vérfarkas és vámpír). A visszajövetelének oka, hogy megtörje az átkot, és mindkét lény lehessen egyszerre. A harmadik évadban, Stefan akaratlanul is megmutatja rosszabbik énjét. Mint "Ripper" [Gyilkos] magára hagyja Elena-t, aki mindent megtesz, hogy visszaszerezze a fiút. Elena a 3x01-ben [The Birthday-A Születésnap] betölti 18. életévét ezáltal már felnőttnek tekinthető. A harmadik évad az ősi vámpírok körül forog. Elijah, Rebekah, Klaus, Kol és Finn Mikaelson és az anyjuk, az ősi boszorkány, Esther körül.
Elena és Matt balesetet szenvednek a Wickery-hídnál, ahol korábban Elena örökbefogadó szülei meghaltak. Stefan odasiet, hogy megmentse Elenát, aki azonban ezt nem engedi, mert azt szeretné, hogy egyik legjobb barátját; Mattet mentse meg helyette. Stefan megteszi ezt, majd visszamegy Elenáért, de ekkor már túl késő. Később kiderül, hogy Elenának vámpírvért adott Meredith doktornő, így Elena vámpírrá változik. Damon emiatt megharagszik Stefanra, ő többször is hangoztatja, hogy nem Mattet mentette volna meg. Shane professzor elmeséli Bonnie-nak, hogy létezik egy ellenszer, ami kigyógyíthatja a vámpírokat, és újból emberek lehetnek. Elindulnak megkeresni a távoli szigetre rejtett gyógyírt, útközben azonban egy újabb probléma adódik: Katherine megöli Jeremy-t, ami miatt Elena összetörik, és Damon kérésére és a sarj kötődés miatt kikapcsolja az érzelmeit.